# 貝爾蒙 (麻薩諸塞州)
貝爾蒙（Belmont）是美國麻薩諸塞州米德爾塞克斯縣的一個城鎮，也是波士頓的郊區城鎮之一，是波士頓大都會區的一部分。據2010年人口普查，貝爾蒙人口有24,729人。貝爾蒙建立於1859年3月10日。

## 外部連結
- Town of Belmont official website （页面存档备份，存于）
- Town of Belmont / Mass.gov